# 東京都道新宿副都心三号線

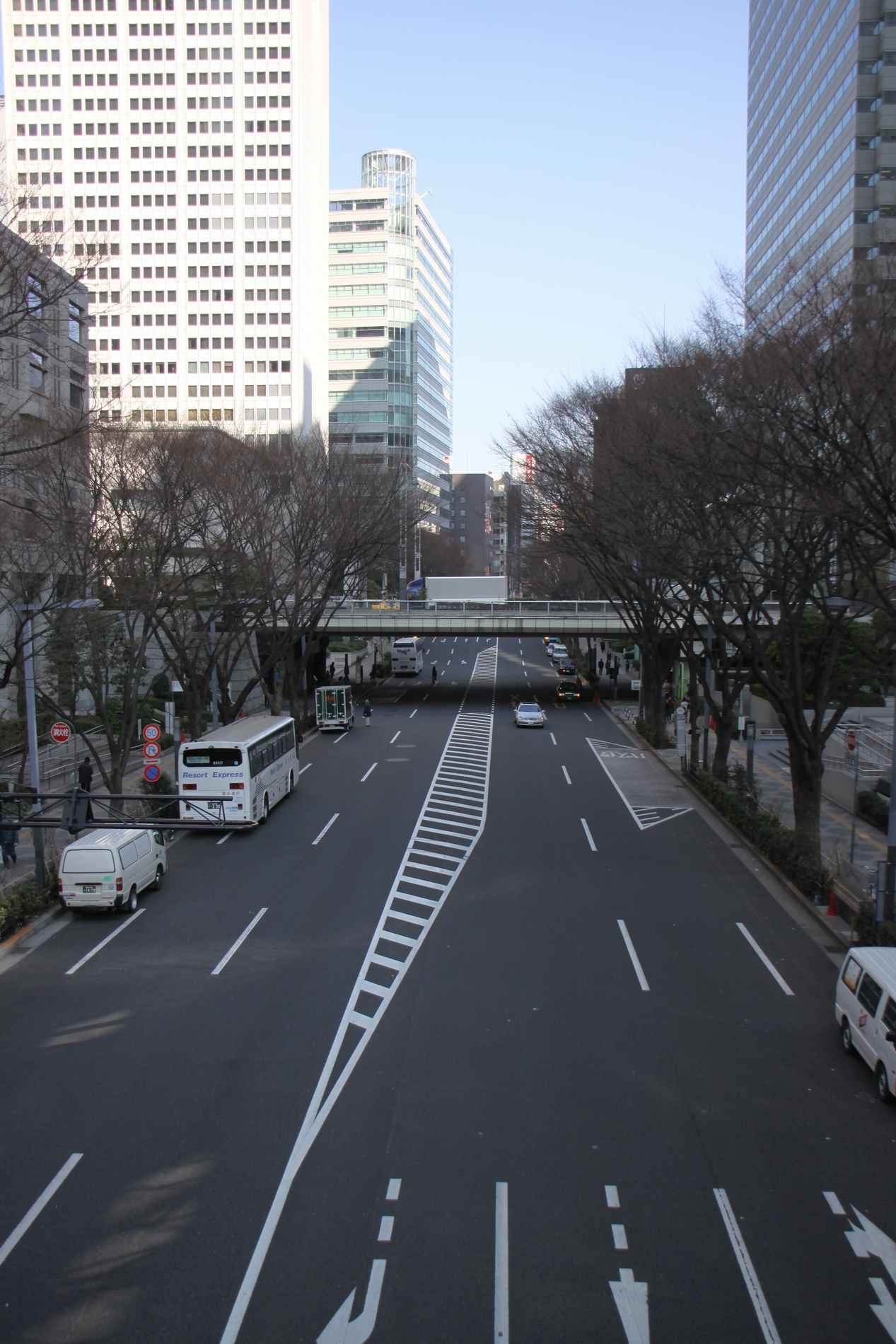
都庁通りから撮影

東京都道新宿副都心三号線（とうきょうとどう しんじゅくふくとしんさんごうせん）は、東京都新宿区の特例都道である。通称は「ふれあい通り」。

## 概要
西新宿の副都心を東西に貫く。整理コードは3503。
東京都庁の第一本庁舎と第二本庁舎、および新宿中央公園の北地区と南地区の間を通る。

### 路線データ
- 起点 : 東京都新宿区西新宿一丁目（東京都道新宿副都心八号線交点）
- 終点 : 東京都新宿区西新宿二丁目（新宿中央公園西交差点）
- 路線延長 : 660 m
- 通過する自治体 : 東京都新宿区

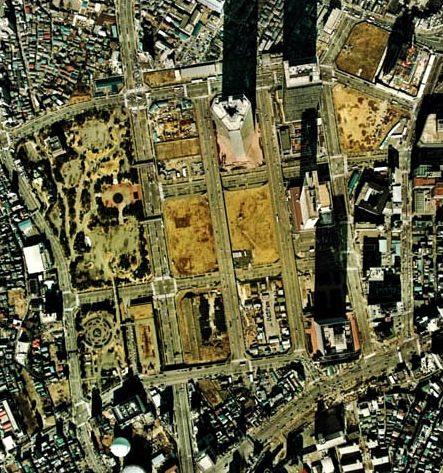
1974年の空中写真。左端の新宿中央公園を貫く横方向の道路がふれあい通り。
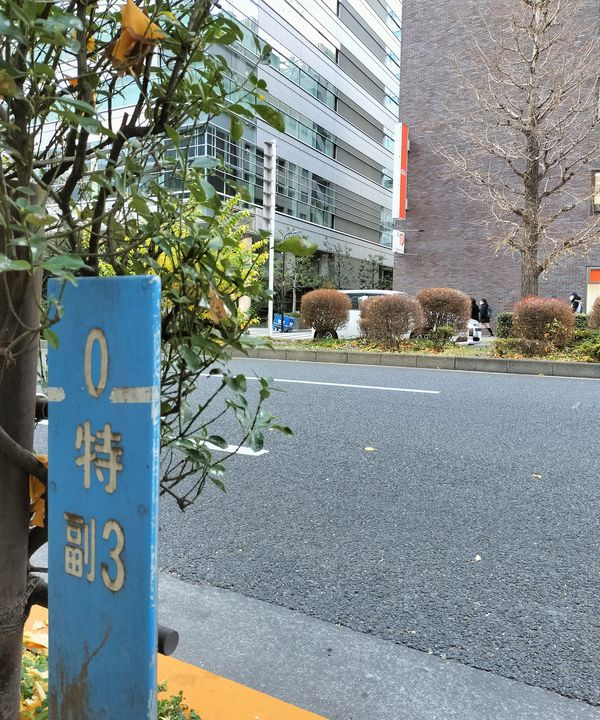
起点を示す「0km」の距離標。向かいの左は新宿ファーストウエスト。
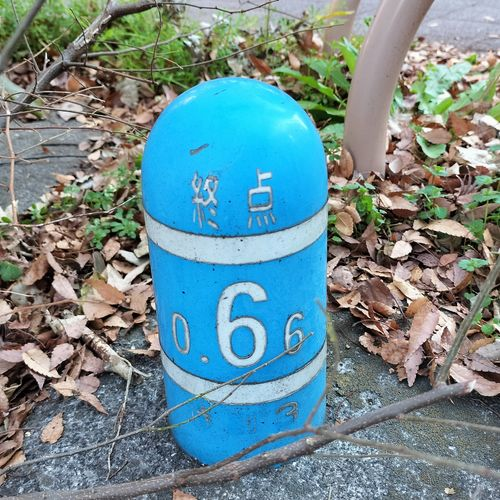
新宿中央公園西交差点の南東角にある距離標（0.66km、終点）[注 2]。

## 歴史
淀橋浄水場廃場に伴う、西新宿地区の再開発により設置された。
- 1960年（昭和35年）6月15日 - 東京都市計画道路事業の新宿副都心街路第三号線として、事業開始[1]。
- 1965年（昭和40年）3月31日 - 淀橋浄水場が廃場となる。
- 1981年（昭和56年）3月31日 - 東京都市計画道路事業終了[2]。
- 1987年（昭和62年）8月10日 - 新宿副都心街路として、日本の道100選に選出。

## 交差する道路
- 東京都道新宿副都心八号線 - 起点
- 東京都道新宿副都心九号線（東通り）
- 東京都道新宿副都心十号線（議事堂通り） - 立体交差
- 東京都道新宿副都心十一号線（都庁通り） - 立体交差
- 東京都道新宿副都心十二号線（公園通り） - 新宿中央公園南交差点
- 東京都道新宿副都心十三号線（十二社通り） - 新宿中央公園西交差点、終点

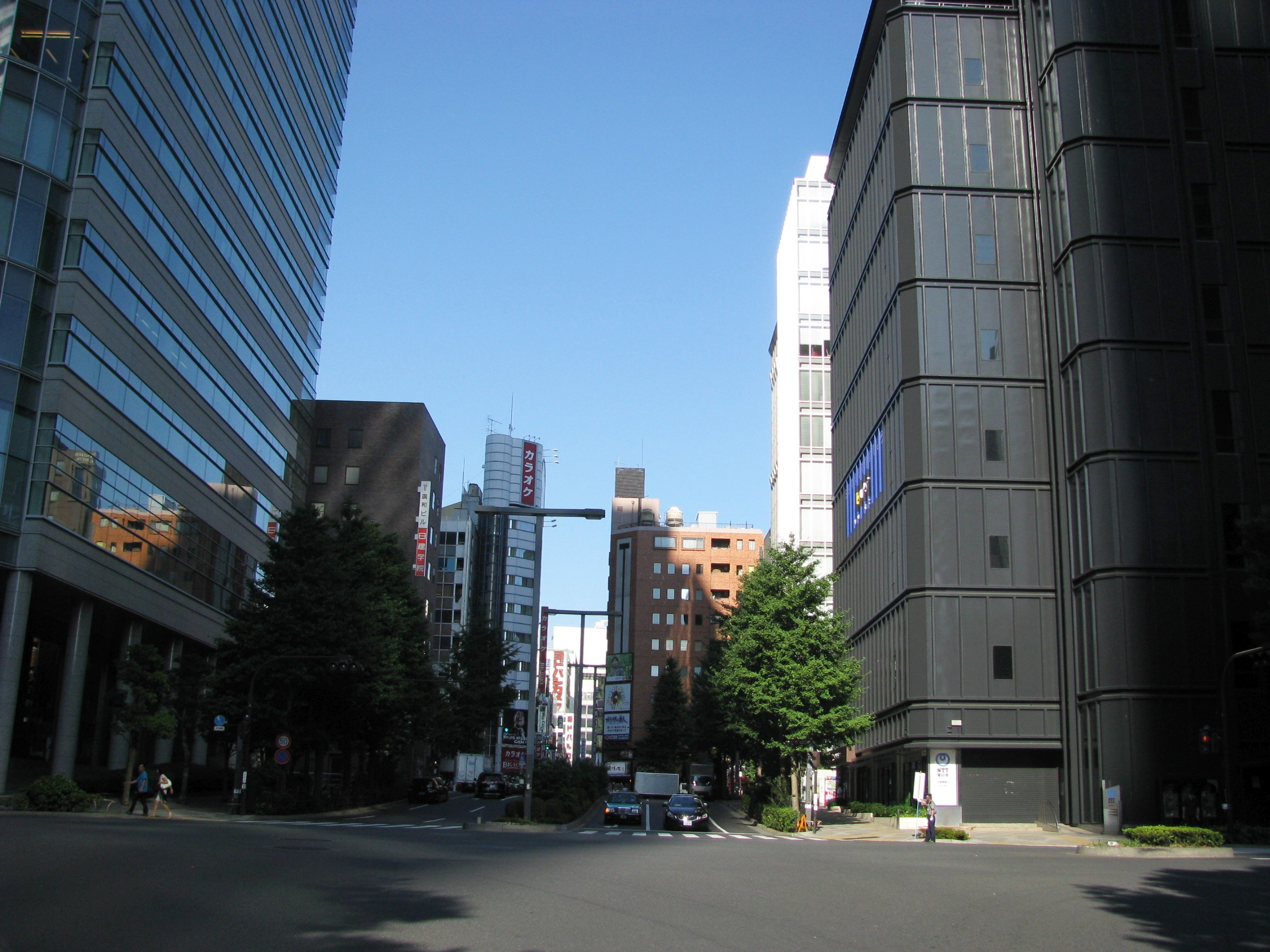
東通りとの交差点から東を見る。左は新宿ファーストウエスト、右はNTT西新宿ビル。
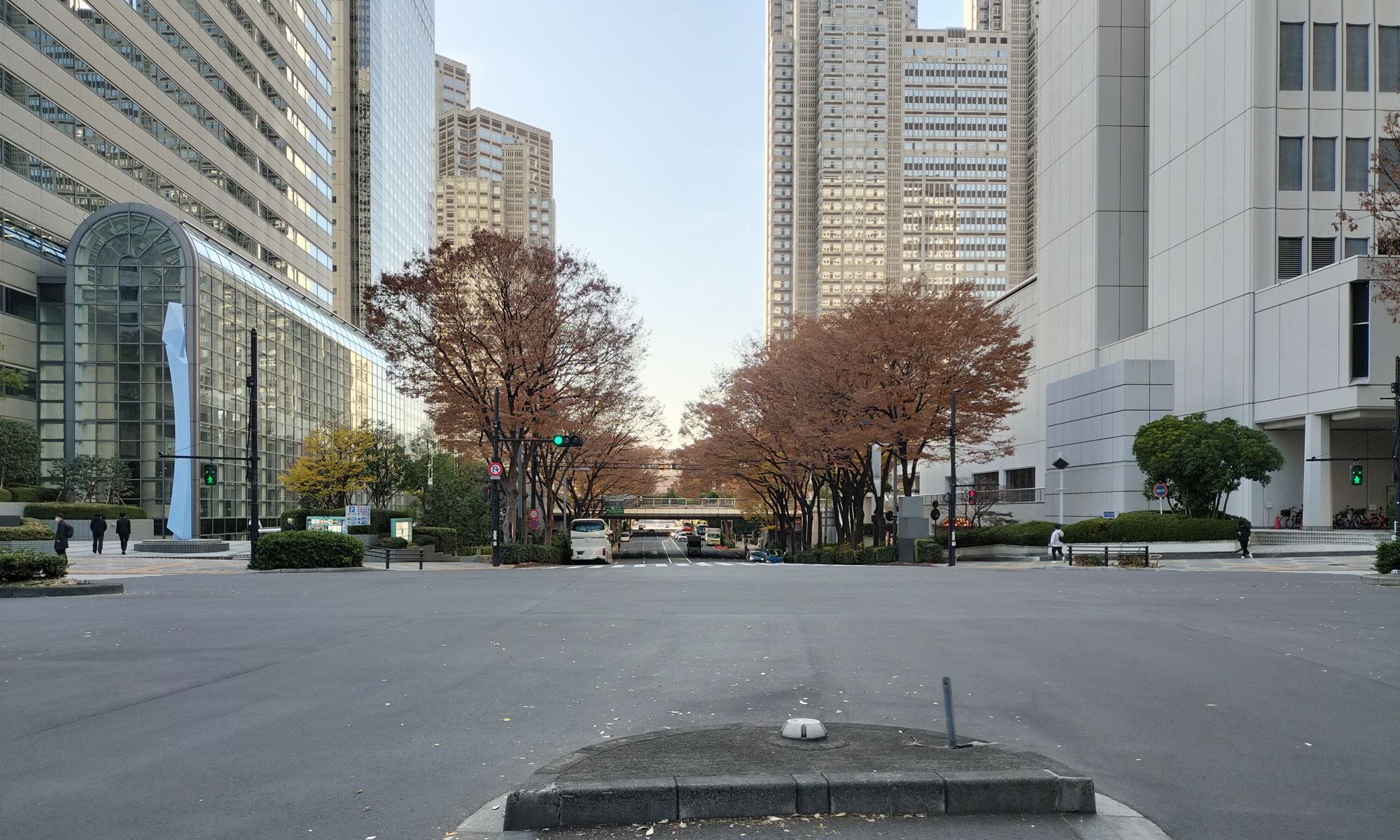
東通りとの交差点から西を見る。左は新宿モノリス、右は京王プラザホテル。
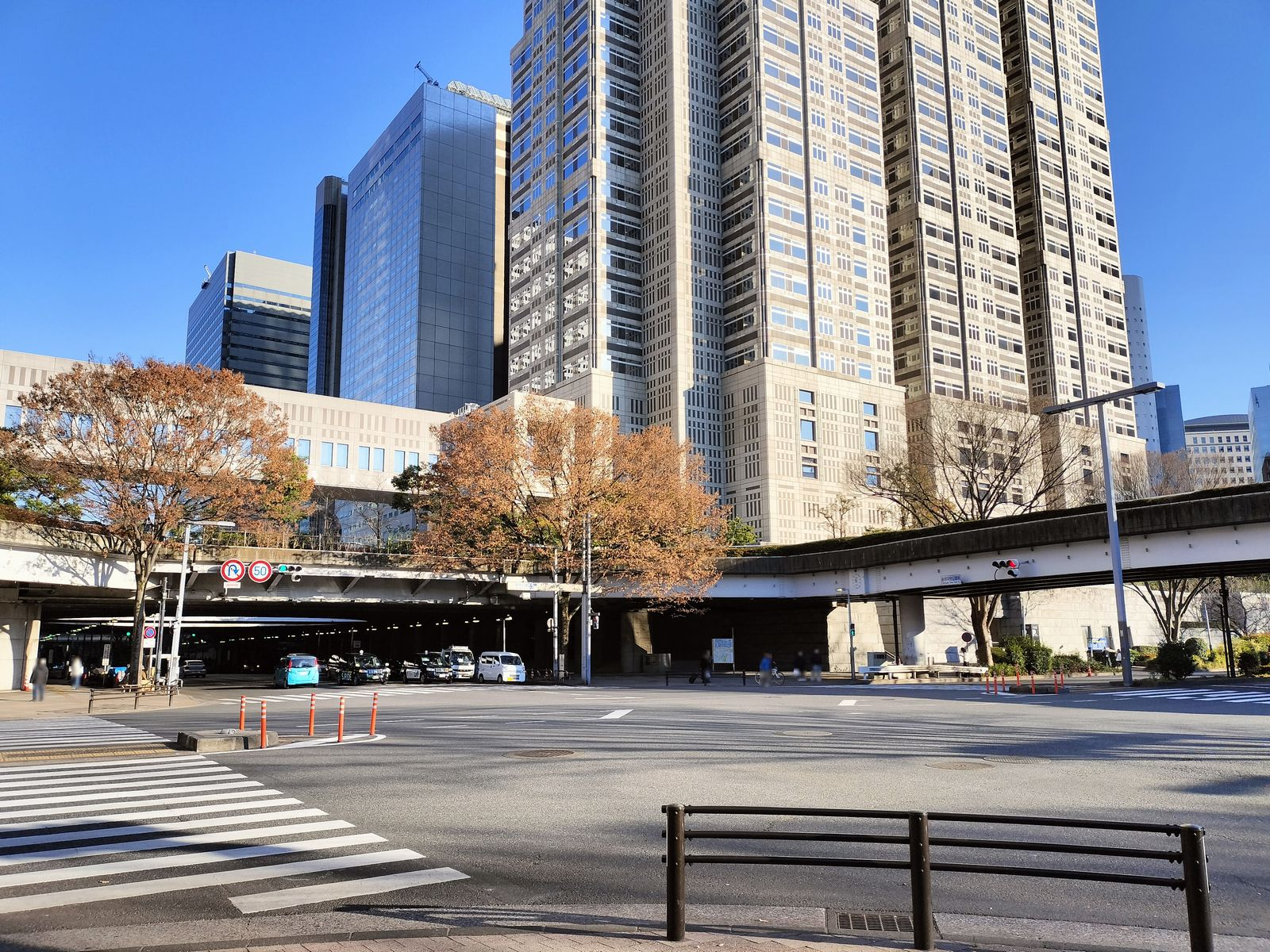
新宿中央公園南交差点。
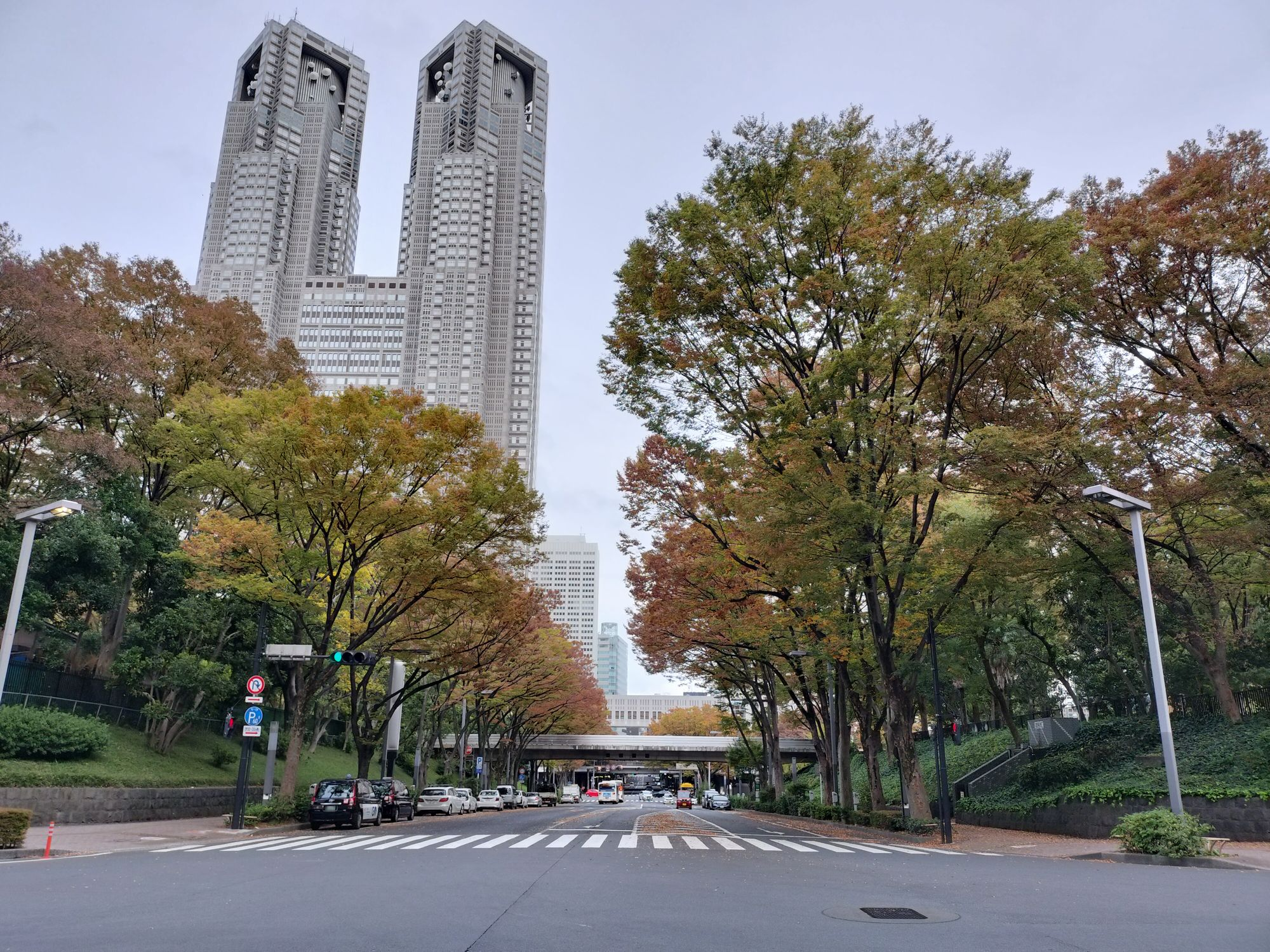
終点である新宿中央公園西交差点から東を見る。

## 沿道の施設
- 東
  - 新宿ファーストウエスト
  - NTT西新宿ビル
- 中央
  - 京王プラザホテル
  - 新宿モノリス
  - 都議会議事堂
  - 新宿NSビル
- 西
  - 都庁第一本庁舎
  - 都庁第二本庁舎
  - 淀橋給水所
  - 新宿中央公園

## 関連施設
- 公園大橋 - 新宿中央公園の北地区と南地区をむすぶ歩道橋。
- バス停留所
  - 新宿NSビル
  - 都庁第二本庁舎
  - 中央公園

## 関連道路
- 東京都道新宿副都心二号線（南通り）
- 東京都道新宿副都心四号線（中央通り）
- 東京都道新宿副都心五号線（北通り）